# Filippo Luigi Gilii
Filippo Luigi Gilii (Corneto, 14 de març del 1756 – Roma, 15 de maig del 1821) va ser un sacerdot, naturalista i astrònom italià que dirigí l'Observatori Vaticà entre el 1800 i el 1821.

## Biografia
Gilii estudià al Col·legi Romà de la Societat de Jesús. Va ser una persona de grans coneixements en física, en biologia, en arqueologia i en l'estudi de l'hebreu; Pius VI el nomenà beneficiat de la Basílica de Sant Pere del Vaticà. L'any 1797, el cardenal Zelada obtingué la sanció de Pius VI per refer l'Observatori Vaticà en la part superior de la torre Gregoriana, i es va posar el pare Gilii com a director. Entre els anys 1800 i 1821 va fer una sèrie ininterrompuda d'observacions meteorològiques, dues cada dia (a les 6 del matí i a les 2 de la tarda); una part -7 anys- va ser publicada, mentre la majoria de la resta d'observacions es conserven manuscrites a la Biblioteca Vaticana. L'activitat de Filippo Gilii transcendí les parets de l'observatori: el meridià marcat en el terra en la plaça davant Sant Pere, i l'ús de l'obelisc com a gnòmon per fer les lectures de les estacions segons les ombres que aquest dibuixa en el sòl, es deuen a aquest científic italià. També les marques en el terra de la basílica de Sant Pere indicant les longituds de les principals esglésies del món; els dos vells rellotges en estil italià i francès, en el frontal de la basílica, i el primer parallamps en la cúpula de Sant Pere. També posà parallamps a diverses esglésies i ciutats d'Itàlia. A la seva mort se suspengué l'activitat de l'Observatori. Fundà la "Societas Georgica Tarquiniensis" el 1784 a la seva Cornéto natal (des del 1922, novament Tarquínia, com en l'època etrusca).
Gilii estigué (com el jesuïta Gaspar Xuarez, el primer botànic argentí) en la gènesi de l'Orto Vaticano Yndico papal (un jardí botànic de plantes exòtiques, especialment americanes) i dirigí el museu d'història natural. Amb Xuarez, fou coautor de les Osservazioni Fitologiche (en tres fascicles, 1789, 1790 i 1792), que desenvolupen aspectes del valor de les plantes cultivades, la forma de reproduir-les, anatomia i analogies entre animals i vegetals; la majoria de les plantes descrites són sudamericanes pre-colombines, i algunes es cultivaven a l'"Orto Yndico". Els botànics espanyols Ruiz i Pavón havien conegut Xuarez probablement a l'Argentina, on els envià Carles III d'Espanya en expedició botànica; i per aquesta amistat o per alguna altra raó, dedicaren el nou gènere botànic Gilia al científic italià. El gènere Gilia donà lloc a la creació de la tribu Gilieae que, d'aquesta forma indirecta, també li és dedicada.

## Obres
- Agri romani historia naturalis Roma: Archangeli Casaletti, 1781
- Breve ragionamento sopra il conduttore elettrico innalzato per ordine di N. S. Pio PP. sesto sulla basilica di S. Maria degli angioli di Assisi Roma, 1793
- Dissertazione fisico-storica su'l terremoti di Piediluco accaduti nell'ottobre del 1785 Roma: Casaletti, 1786
- Dissertazione sulle macchine igrometriche Roma: Casaletti, 1779
- Memoria fisica sopra il fulmine caduto in Roma sulla casa dei PP. Filippini di S. Maria in Vallicella... nel dì 26 novembre 1781 Roma: P.Salvioni 1782
- Memoria sul regolamento dell'orologio italiano colla meridiana Roma: Stamperia Caetani, 1805
- F.L.Gilii, G.Xuarez Osservazioni fitologiche sopra alcune piante esotiche introdotte... Roma: Stamperia Arcangelo Casaletti/Stamperia Giunchiana,1789-1792 Text del volum I
- Phisiogenografia o sia Delineazione dei generi naturali divisi in VI. classi a norma del Systema natuarae di Linneo, con una breve descrizione dei caratteri e delle proprietà di ciascuno di essi Roma: Casaletti, 1785-1787 (2 vols.)
- Risultati delle osservazioni meteorologiche fatte nell'anno 1805, 1806, 1807, 1808